# Liacarus latus
Liacarus latus är en kvalsterart som beskrevs av Ewing 1909. Liacarus latus ingår i släktet Liacarus och familjen Liacaridae. Inga underarter finns listade i Catalogue of Life.